# نیمه فلزی
نیم‌فلز ماده‌ای است که بین پایین نوار رسانایی و بالای نوار ظرفیت آن انرژی کوچکی همپوشانی داشته، اما در فضای تکانه روی هم همپوشانی ندارد. بر اساس نظریه نوار الکترونیکی ، جامدات را می‌توان به عنوان عایق ، نیمه‌رسانا ، نیمه‌فلز یا فلز طبقه‌بندی کرد. در عایق‌ها و نیمه‌رساناها نوار ظرفیت پر شده و توسط یک شکاف نواری از یک نوار رسانایی خالی جدا می‌شود. برای عایق‌ها (به عنوان مثال، > 4 eV )، شکاف باند از نیمه‌رساناها (مانند < 4 eV) بزرگتر است. به دلیل همپوشانی جزئی بین نوارهای هدایت و ظرفیت، نیمه‌فلزات فاقد شکاف نواری و چگالی کمی از حالت ها در سطح فرمی هستند. در مقابل، یک فلز دارای چگالی قابل ملاحظه‌ای از حالت‌ها در سطح فرمی است زیرا نوار رسانایی تا حدی پر شده‌است.

## نوارهای هدایت و ظرفیت

پر کردن حالات الکترونیکی در انواع مختلف مواد در حالت تعادل. در اینجا ملاک، ارتفاع انرژی است در حالی که عرض چگالی حالات موجود برای انرژی خاصی در مواد ذکر شده است. سایه‌های روی شکل از توزیع فرمی دیراک پیروی می کند (سیاه: همه حالات پر شده، سفید: هیچ حالتی پر نشده است). در فلزات و نیمه فلزات سطح فرمی EF حداقل در داخل یک نوار قرار دارد.در عایق ها و نیمه هادی ها سطح فرمی در داخل یک شکاف نواری قرار دارد. با این حال، در نیمه هادی ها، نوارها به اندازه کافی به سطح فرمی نزدیک هستند تا از نظر حرارتی با الکترون ها یا سوراخ ها پر شوند. "درون." نیمه هادی های ذاتی را نشان می دهدsemiconductors. edit

در فیزیک حالت جامد، نوار ظرفیت و نوار هدایت (به انگلیسی: Valence and conduction bands) باندهایی نزدیک به تراز فرمی هستند و در نتیجه تعیین کنندهٔ میزان هدایت الکتریکی در جامدها هستند. نوار ظرفیت بالاترین گستره از انرژی الکترون است که در آن‌جا در دمای صفر مطلق الکترون‌ها به‌طور معمول وجود دارند. در نیمه‌رساناها و نارساناها نواری با انرژی بالاتر وجود دارد که به آن نوار هدایت می‌گویند و توسط نوار ممنوعه از نوار ظرفیت جدا می‌شود. در شبه‌فلزات نوار ممنوعه وجود ندارد. در واقع فاصله‌ای بین نوار ظرفیت و نوار هدایت موجود نیست. باند هدایت کمترین گستره از حالت‌های خالی الکترونی است. در نمودار نظریهٔ نوارهای یک ماده، نوار ظرفیت در زیر سطح فرمی قرار گرفته‌است، در حالی که باند هدایت در بالای آن واقع شده‌است. این تمایز در فلزها البته بی‌معنی است زیرا که بالاترین باند در مورد فلزها همیشه تا اندازه‌ای پر است، در نتیجه جانشین ویژگی‌های هر دوی نوار ظرفیت و باند انتقال است.

## وابستگی به دما
حالت‌های عایق/نیمه‌رسانا با حالت‌های نیمه‌فلزی/فلزی در وابستگی دمایی هدایت الکتریکی متفاوت است. در فلز، رسانایی با افزایش دما کاهش می یابد (به دلیل افزایش تعامل الکترون ها با فونون ها (ارتعاشات شبکه)). در عایق یا نیمه‌رسانا (که دارای دو نوع حامل بار هستند(حفره‌ها و الکترون‌ها))، هم تحرک حامل و هم غلظت حامل به رسانایی کمک می‌کند و همه اینها وابستگی متفاوتی نسبت به دما دارند. در نهایت مشاهده شده که رسانایی عایق‌ها و نیمه‌رساناها با افزایش اولیه دمای بالای صفر مطلق (با جابجایی الکترون‌های بیشتر به باند رسانایی)، قبل از کاهش به دماهای میانی رسیده و سپس بار دیگر با افزایش دما، افزایش می‌یابد. حالت نیمه‌فلزی شبیه حالت فلزی است، اما در نیمه فلزات، هر دو عنصر حفره و الکترون در هدایت الکتریکی نقش دارند. در برخی از نیمه‌فلزات، مانند آرسنیک و آنتیموان ، چگالی حامل مستقل از دما زیر دمای اتاق (مانند فلزات) وجود دارد، در حالی که، در بیسموت ، این در دماهای بسیار پایین صادق است، اما در دماهای بالاتر، چگالی حامل با افزایش دما افزایش می‌یابد. در انتقال نیمه فلزی-نیمه‌رسانا تفاوت یک نیمه‌فلز با یک عایق یا نیمه‌رسانا در این بوده که رسانایی نیمه‌فلزی همیشه غیرصفر است، در حالی که یک نیمه‌رسانا در دمای صفر رسانایی صفر و عایق‌ها حتی در دمای محیط (به دلیل شکاف باند وسیع تر) رسانایی صفر دارند.

## طبقه‌بندی
برای طبقه‌بندی نیمه‌رساناها و نیمه‌فلزات، انرژی باندهای پر و خالی هر مورد از آنها باید در برابر تکانه کریستالی الکترون‌های رسانا ترسیم شود. بر اساس قضیه بلوخ، هدایت الکترون‌ها به تناوب شبکه کریستالی در جهات مختلف بستگی دارد.
در یک نیمه‌فلز، پایین نوار رسانایی معمولاً در قسمت متفاوتی از فضای تکانه (در یک بردار k متفاوت) نسبت به بالای نوار ظرفیت قرار دارد. می توان اینگونه نیز بیان کرد که نیمه‌فلزی نیمه‌رسانا با شکاف باند غیرمستقیم منفی است. همچنین باید توجه داشت به ندرت با این عبارات توصیف می‌شوند.
طبقه‌بندی یک ماده به عنوان نیم‌رسانا یا نیمه‌فلزی زمانی که دارای شکاف نواری بسیار کوچک یا کمی منفی باشد می‌تواند مشکل‌ساز شود. به عنوان مثال، ترکیب معروف Fe 2 VAl، از نظر تاریخی  تا بیش از دو دهه قبل و زمانی که در واقع نشان داده‌شد که یک شکاف کوچک است (~ 0.03 eV) به عنوان یک نیمه‌فلز (با شکاف منفی ~ 0.1-eV) تصور می شد. نیمه‌رسانا  نیز با استفاده از خودسازگاری خواص انتقال، مقاومت الکتریکی و ضریب Seebeck تجزیه و تحلیل می‌شود. تکنیک‌های آزمایشی رایج برای بررسی شکاف باند می‌توانند به موارد زیادی مانند اندازه فاصله باند، ویژگی‌های ساختار الکترونیکی (شکاف مستقیم در مقابل غیرمستقیم) و همچنین تعداد حامل‌های شارژ آزاد (که اغلب به شرایط سنتز بستگی دارند) حساس باشند. ). فاصله باند به دست آمده از مدل‌سازی ویژگی حمل و نقل اساساً مستقل از چنین عواملی است. از سوی دیگر، تکنیک‌های نظری برای محاسبه ساختار الکترونیکی اغلب می‌توانند شکاف باند را دست کم بگیرند.

## شماتیک
به صورت شماتیک، شکل نشان می دهد:

این نمودار یک نیمه‌هادی مستقیم (A)، یک نیمه‌هادی غیرمستقیم (B) و یک نیمه‌فلزی (C) را نشان می‌دهد.

1. یک نیم‌رسانا با شکاف مستقیم (مثلاً سلنید مس ایندیم (CuInSe2))
2. نیم‌رسانا با شکاف غیر مستقیم (مانند سیلیکون (Si))
3. یک نیمه فلز (مانند قلع (Sn) یا گرافیت و فلزات قلیایی خاکی).

شکل شماتیک به صورت مقابل است و فقط نوار هدایت با کمترین انرژی و باند ظرفیت با بالاترین انرژی را در یک بعد فضای تکانه (یا فضای k) نشان می‌دهد. در جامدات معمولی، فضای k سه بعدی است و تعداد بی نهایت نوار وجود دارد.
بر خلاف یک فلز معمولی، نیمه‌فلزات دارای حامل‌های بار از هر دو نوع هستند (حفره‌ها و الکترون‌ها)، به طوری که می توان به جای نیمه‌فلز آنها را «فلزات دوگانه» نامید. با این حال، حامل‌های بار معمولاً در تعداد بسیار کمتری نسبت به یک فلز واقعی وجود دارند. از این نظر آنها بیشتر شبیه نیمه‌رساناهای فرسوده هستند. این توضیح می‌دهد که چرا خصوصیات الکتریکی نیمه‌فلزات بین خواص الکتریکی فلزات و نیمه هادی‌ها قرار دارد.

## خواص فیزیکی
از آنجایی که نیمه فلزات حامل های بار کمتری نسبت به فلزات دارند، معمولا رسانایی الکتریکی و رسانایی حرارتی کمتری دارند. آنها همچنین دارای جرم موثر کوچک برای حفره‌ها و الکترون‌ها هستند زیرا همپوشانی در انرژی معمولاً نتیجه این واقعیت است که هر دو باند انرژی گسترده هستند. علاوه بر این، آنها معمولاً حساسیت دیامغناطیس بالا و ثابت دی الکتریک شبکه بالا را نشان می‌دهند.

## نیمه فلزات کلاسیک
عناصر نیمه‌فلزی کلاسیک عبارتند از آرسنیک ، آنتیموان ، بیسموت ، α- قلع (قلع خاکستری) و گرافیت ، آلوتروپ کربن . دو مورد اول (As, Sb) نیز متالوئید در نظر گرفته می‌شوند، اما اصطلاحات semimetal و metalloid مترادف نیستند. نیمه فلزات، برخلاف متالوئیدها، می توانند ترکیبات شیمیایی نیز باشند. به عنوان مثال تلورید جیوه (HgTe)،  قلع ، بیسموت و گرافیت معمولاً متالوئید در نظر گرفته نمی‌شوند. حالت‌های نیمه‌فلزی گذرا در شرایط شدید گزارش شده است. اخیراً نشان داده شده‌است که برخی از پلیمرهای رسانا می‌توانند مانند نیمه‌فلزات رفتار کنند.